# أوليسيس (لاعب كرة قدم مواليد 1989)
أوليسيس هو لاعب كرة قدم برازيلي في مركز الوسط، ولد في 25 مارس 1989 في بيلو هوريزونتي في البرازيل. لعب مع لوليتيانو.

## وصلات خارجية
- أوليسيس (لاعب كرة قدم مواليد 1989) على موقع قاعدة بيانات كرة القدم.إي يو (الإنجليزية)
- أوليسيس (لاعب كرة قدم مواليد 1989) على موقع Soccerway.com (الإنجليزية)